# Йоахім Патінір
Йоахім Патінір (*Joachim Patinir, бл. 1480 — 5 жовтня 1524) — нідерландський художник Антверпенської школи, представник Північного Відродження.

## Життєпис
Про життя Патініра відомо замало. Народився у м. Бовіне-сюр-Мес (графство Намюр). Ймовірно перші знання отримав у Брюгге в майстерні Герарда Давида. У 1511 році відвідав Італію (відомо про його перебування у Генуї). Одружився з Франсуазою Бюст, що походила з родини художників. Від цього шлюбу мав одну доньку.
У 1515 році стає членом гільдії Святого Луки в Антверпені. У 1515 або 1520 році побував у м. Ле-Бо-де-Прованс. Зустрічався із Альбрехтом Дюрером під час перебування останнього в Антверпені у 1520–1521 роках. У 1521 році одружився вдруге. Помер у 1524 році.

## Творчість
З доробку Й.Патініра відомо про 20 картин. У своїх ранніх роботах, створених в Брюгге, помітний вплив Ієроніма Босха і Герарда Давида.
Патінір став одним із родоначальників жанру пейзажу в європейському живописі, перетворив природу на головний композиційний і сенсовий елемент своїх творів. Пейзажні фони його картин зображені з високої точки зору й умовно розділені на три плани за допомогою колірних зон. Водночас вони мають характер величних напівфантастичних панорам, що включають химерні скелі, ліси, річки і моря («Відпочинок на шляху до Єгипту»; «Втеча до Єгипту»; «Хрещення Христа», 1515, Відень, Музей історії мистецтв; «Святий Ієронімом у скелястому пейзажі»; «Спокуса святого Антонія»).